# Acropora palmata
Acropora palmata är en korallart som först beskrevs av Jean-Baptiste Lamarck 1816.  Acropora palmata ingår i släktet Acropora och familjen Acroporidae. IUCN kategoriserar arten globalt som akut hotad. Inga underarter finns listade i Catalogue of Life.

## Bildgalleri

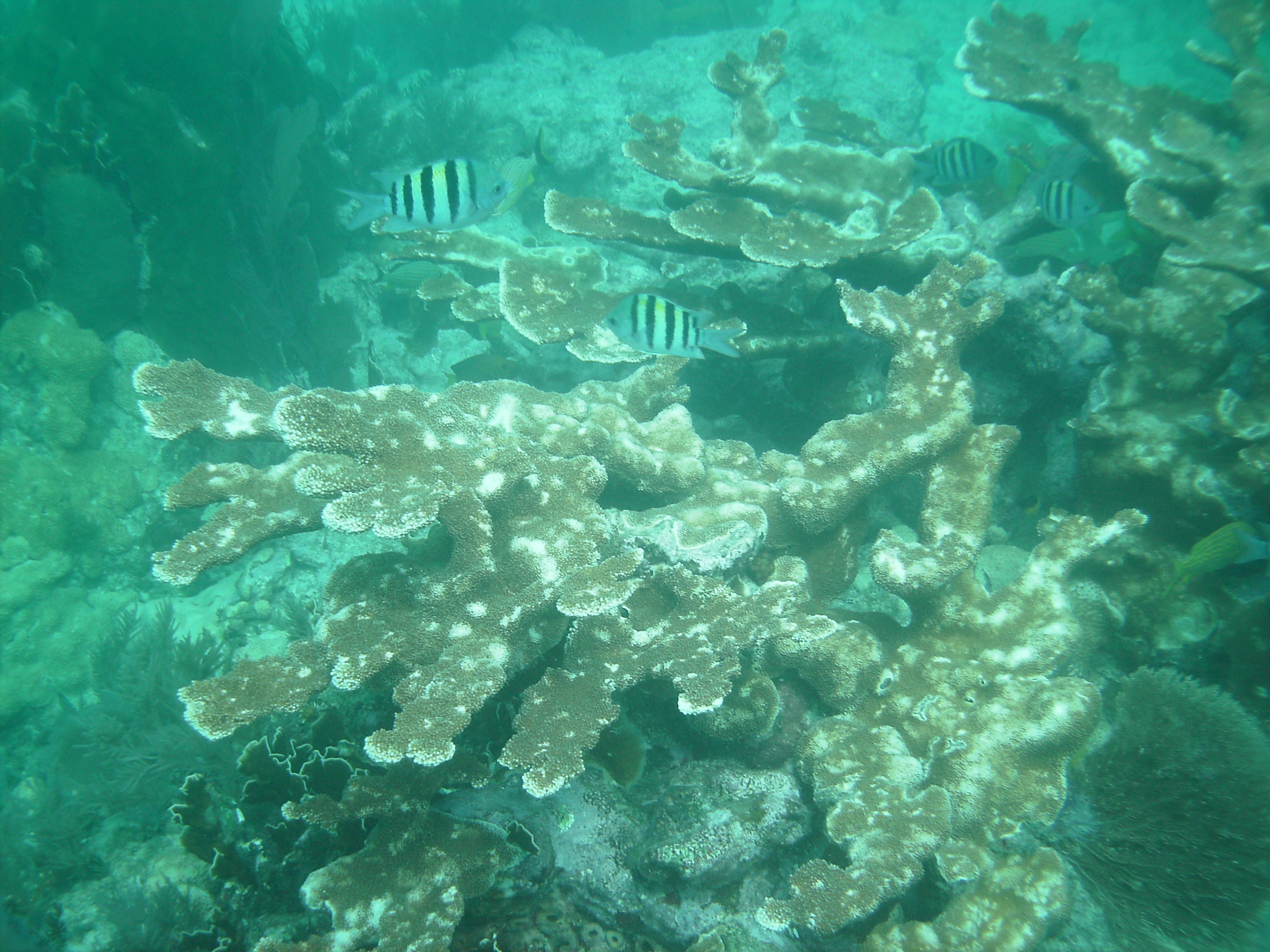
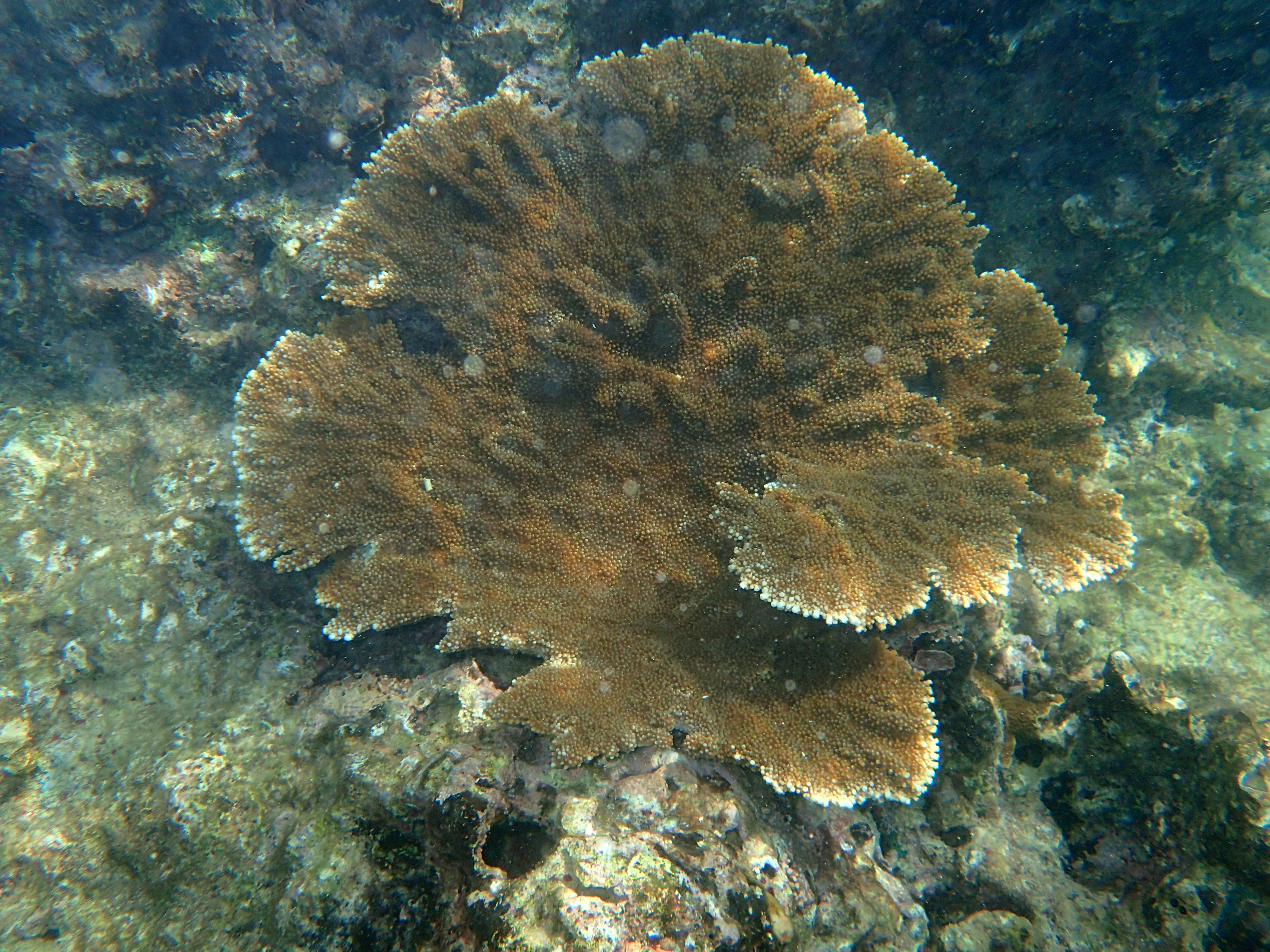
Ung Acropora palmata, Barbados